# 夏徳仁
夏徳仁（か とくじん、シャー・ダァーレン）は中華人民共和国の政治家、経済学者。
東北財経大学の金融学部の助手から大学院に進み、同大教授、校長を歴任した後、1999年に大連市副市長となる。その後、市委常任委員、遼寧省副省長、大連市市委副書記などを経て、2003年1月から遼寧省省委常任委員、大連市市委副書記、市長となる。
2009年5月16日、大連市召開全市領導幹部会議が開かれ、大連市市委書記となった。
この市長職・市委書記職であるが、日本の市長とは違い、事実上市のトップを担うのは、中国の市議会とも言うべき市人民代表大会によって選出された市長ではなく、市委書記（zh）が務めるので注意が必要である。

## ソース
1. ↑  夏德仁任大连市委书记 李万才提名为市长候选人 | _新闻中心_新浪网